# Tilda Cobham-Hervey
Tilda Cobham-Hervey (Adelaida, 4 de septiembre de 1994) es una actriz australiana de cine, teatro y televisión.

## Carrera
En 2014 hizo su debut cinematográfico a la edad de 19 años en el largometraje independiente 52 Tuesdays, dirigido por Sophie Hyde. En 2018 interpretó el papel de Sally en la película Hotel Mumbai, producida entre Australia, la India y los Estados Unidos. Un año después encarnó al icono del feminismo Helen Reddy en la película biográfica I Am Woman. The Hollywood Reporter describió su actuación como "reveladora". También en 2019 protagonizó la cinta de suspenso Burn.

## Plano personal
Cobham-Hervey tiene una relación sentimental con el reconocido actor indio Dev Patel. La pareja se conoció durante el rodaje de la película Hotel Mumbai.

## Filmografía

### Cine
| Año  | Título                         | Papel                 |
| ---- | ------------------------------ | --------------------- |
| 2014 | 52 Tuesdays                    | Billie                |
| 2014 | One Eyed Girl                  | Grace                 |
| 2014 | Marcia & The Shark             | Marcia                |
| 2015 | Girl Asleep                    | Huldra                |
| 2016 | The Suitor                     | Charlotte             |
| 2018 | Hotel Mumbai                   | Sally                 |
| 2019 | Burn                           | Melinda               |
| 2019 | I Am Woman                     | Helen Reddy           |
| 2023 | The Lost Flowers of Alice Hart | Agnes Hart            |
| 2024 | Young Woman and the Sea        | Margaret "Meg" Ederle |

### Televisión
| Año  | Título                         | Papel         | Notas       |
| ---- | ------------------------------ | ------------- | ----------- |
| 2014 | Sundance Dispatch: 52 Tuesdays | Ella misma    |             |
| 2014 | How We Make Movies             | Ella misma    |             |
| 2015 | The Kettering Incident         | Eliza Grayson | 8 episodios |
| 2016 | Barracuda                      | Emma Taylor   | 3 episodios |
| 2017 | Fucking Adelaide               | Kitty         |             |